# 罗浮山站
罗浮山站是广东省惠州市博罗县长宁镇的高速铁路车站，位于广汕铁路上，于2023年9月26日启用。车站距离罗浮山景区约9.5公里。

## 沿革
本站的兴建计划最早出现在惠州市人民政府于2013年7月9日公布的《博罗县发展建设规划（2012-2030年）》（征求意见稿）中，该站为博莞城际轨道交通在博罗县的起讫站点，并被定位为区域性交通枢纽。同年9月底，惠州市住房和城乡建设局公布《惠州市轨道交通规划修编（草案）》，本站成为广汕铁路在惠州市境内的四个车站之一。2014年10月16日，《深莞惠交通运输一体化规划》审议通过，该方案指东莞轨道交通3号线会在企石镇预留延伸至本站的条件。2016年5月19日，广州市公共资源交易中心发布《广州至汕尾客运专线地质勘察监理招标公告》，确认了该站的设站方案。
2017年3月11日，中铁第四勘察设计院发布《新建铁路广州至汕尾客运专线环评第二次公示（补充公示）》，基本确定本站会被设于长宁镇以东区域。4月初，中国铁路经济规划研究院发布征集公告，征集包括本站在内的广汕铁路新建车站设计方案。
2023年9月26日，本站随广汕高铁开通而正式启用。

## 车站结构

### 站房
罗浮山站总建筑面积7,945平方米，候车厅面积3,671平方米，最大可容纳1,000人同时候车。站房设计理念为“以木生形，道法自然”，橘红色的外观结合榫卯的木构形式，使整体建筑形象如一棵大树。

### 站台及配线
该站为2台4线布局，站台长约450米，宽约12米。
| 地上二层 | 侧式站台 | 侧式站台                        | 侧式站台 | 侧式站台 |
|          | 1站台    | 广汕高铁 汕尾方向（下站：博罗） |          |          |
|          |          | 广汕高铁 汕尾方向正线           |          |          |
|          |          | 广汕高铁 新塘方向正线           |          |          |
|          | 2站台    | 广汕高铁 新塘方向（下站：增城） |          |          |
|          | 侧式站台 |                                 |          |          |
| 地面     | 站厅     | 售票处、候车区、进站口、出站口  |          |          |

## 图集

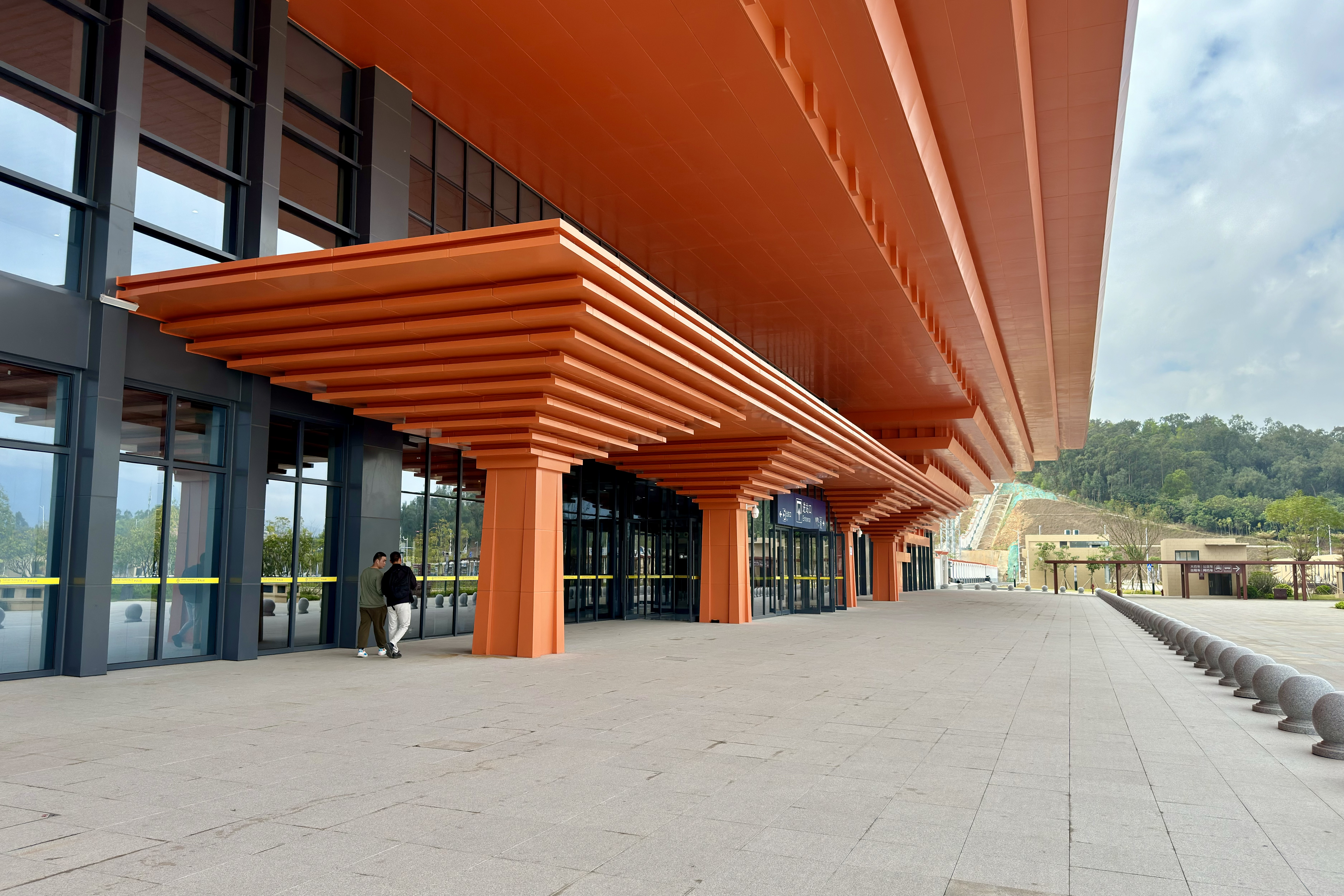
进站口
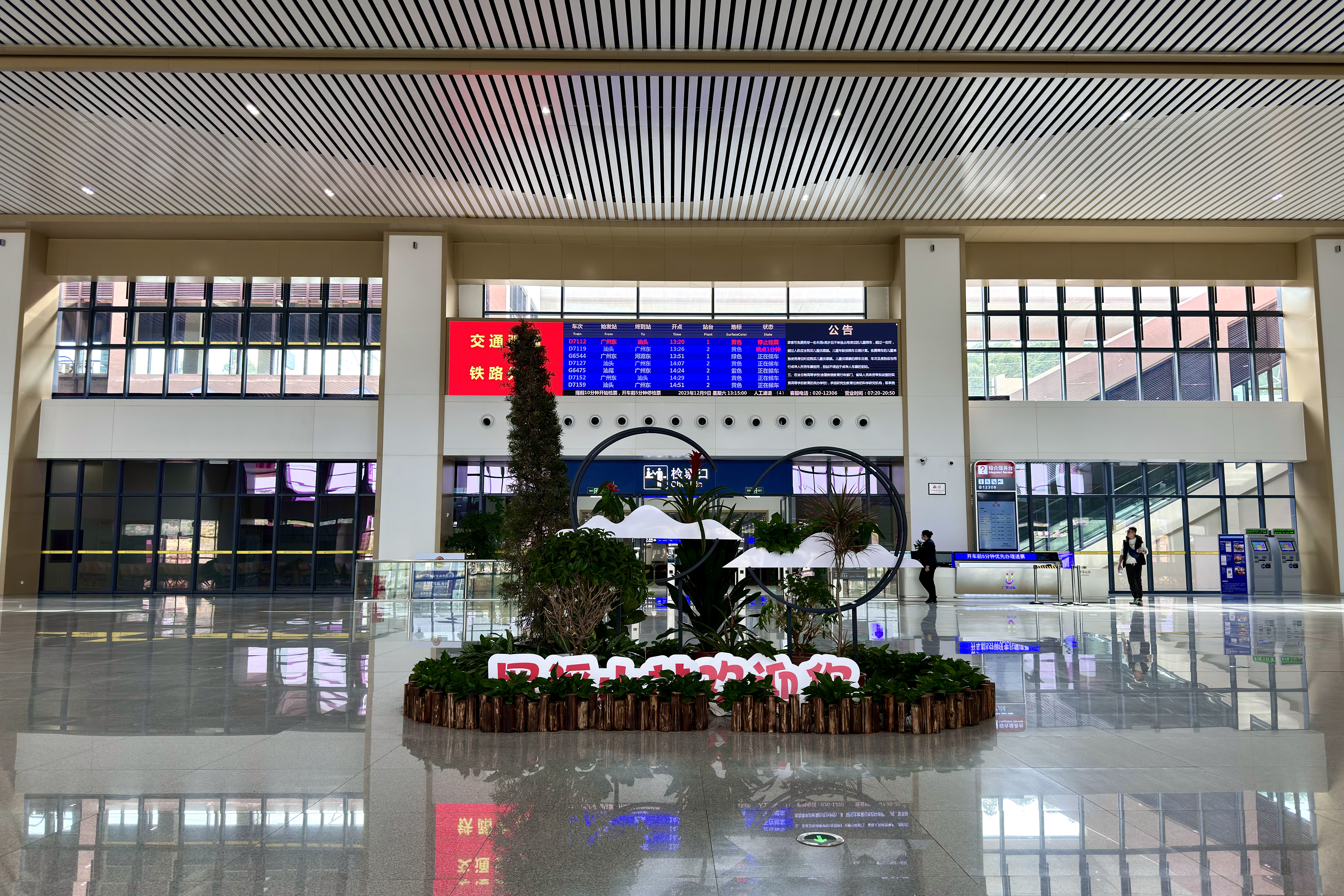
站厅
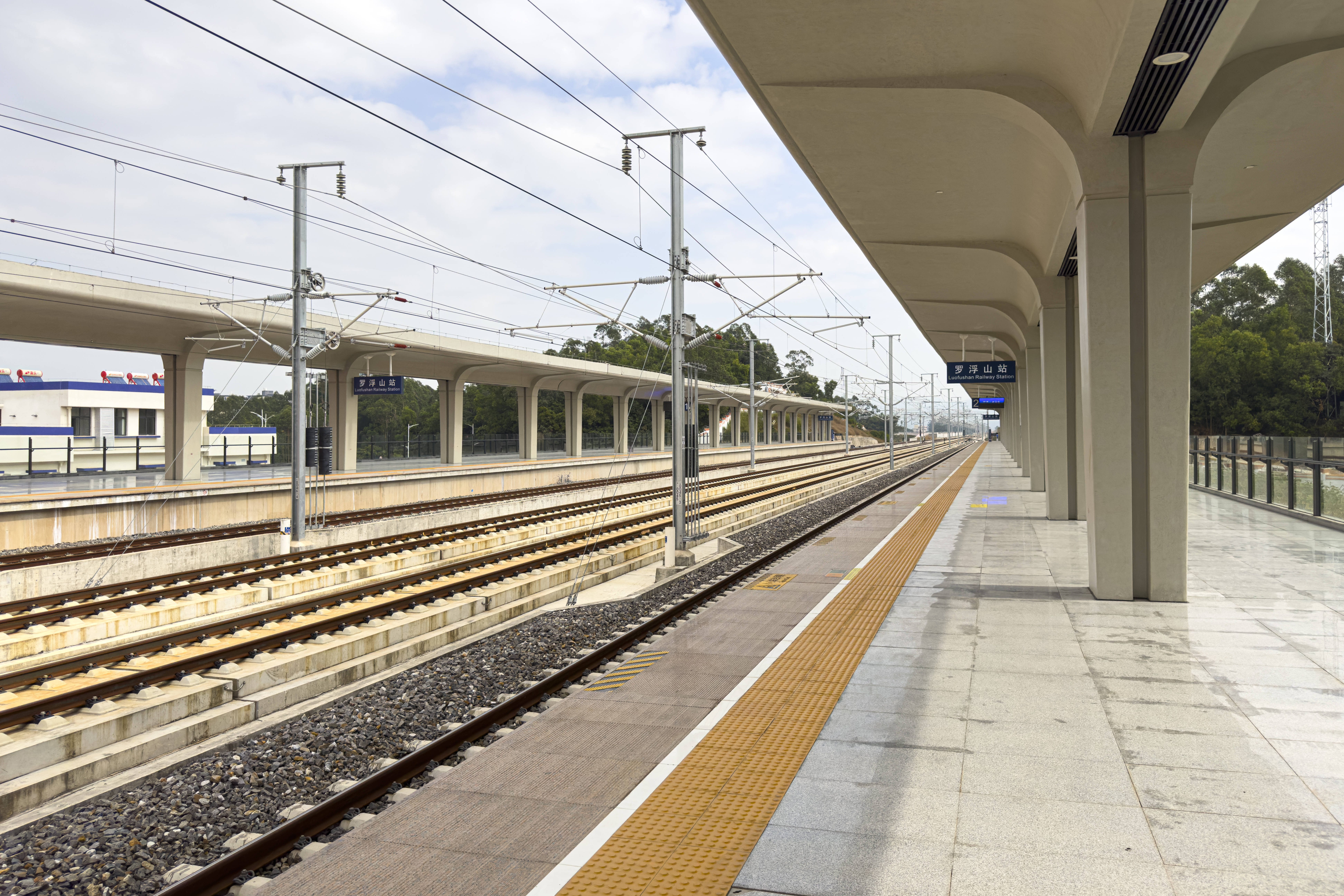
2站台

## 接驳交通
| 罗浮山高铁站 | 罗浮山高铁站                       | 罗浮山高铁站                       | 罗浮山高铁站                       | 罗浮山高铁站                       |
| 编号         | 路线                               | 路线                               | 路线                               | 备注                               |
| ------------ | ---------------------------------- | ---------------------------------- | ---------------------------------- | ---------------------------------- |
| 16           | 梅湖                               | ⇆                                  | 珠光御景湾                         |                                    |
| 66           | Module:CNBUS/HZ/data中无此惠州线路 | Module:CNBUS/HZ/data中无此惠州线路 | Module:CNBUS/HZ/data中无此惠州线路 | Module:CNBUS/HZ/data中无此惠州线路 |
| 128          | Module:CNBUS/HZ/data中无此惠州线路 | Module:CNBUS/HZ/data中无此惠州线路 | Module:CNBUS/HZ/data中无此惠州线路 | Module:CNBUS/HZ/data中无此惠州线路 |
| 222          | Module:CNBUS/HZ/data中无此惠州线路 | Module:CNBUS/HZ/data中无此惠州线路 | Module:CNBUS/HZ/data中无此惠州线路 | Module:CNBUS/HZ/data中无此惠州线路 |
| 268          | Module:CNBUS/HZ/data中无此惠州线路 | Module:CNBUS/HZ/data中无此惠州线路 | Module:CNBUS/HZ/data中无此惠州线路 | Module:CNBUS/HZ/data中无此惠州线路 |